# 1544 Вінтергансенія
1544 Вінтергансенія (1544 Vinterhansenia) — астероїд головного поясу, відкритий 15 жовтня 1941 року.
Тіссеранів параметр щодо Юпітера — 3,534.